# Ókori görög öltözködés
A ruházat az ókori Görögországban az égei-tengeri bronzkortól (i.e. 3000) a hellenisztikus időszakig terjedő ruházatra utal. Sokféle stílus volt.
Az ókori Görögországban hordott ruházatra kezdetben hatottak a kis-ázsiai viseletek. Az i. e. 7-5. században készült feketealakos vázákon több alak is a kisázsiai ruhákhoz hasonlót visel. De az öltözékek formáin túl a díszítések, mintázatok is a keleti stílust követik: geometrikus sorrendű rozetták és spirális motívumok láthatóak a ruhákon.
A keleti (mezopotámiai öltözködés) hatásain túl az ókori görög öltözködésre a krétai hagyományok is erősen hatottak.

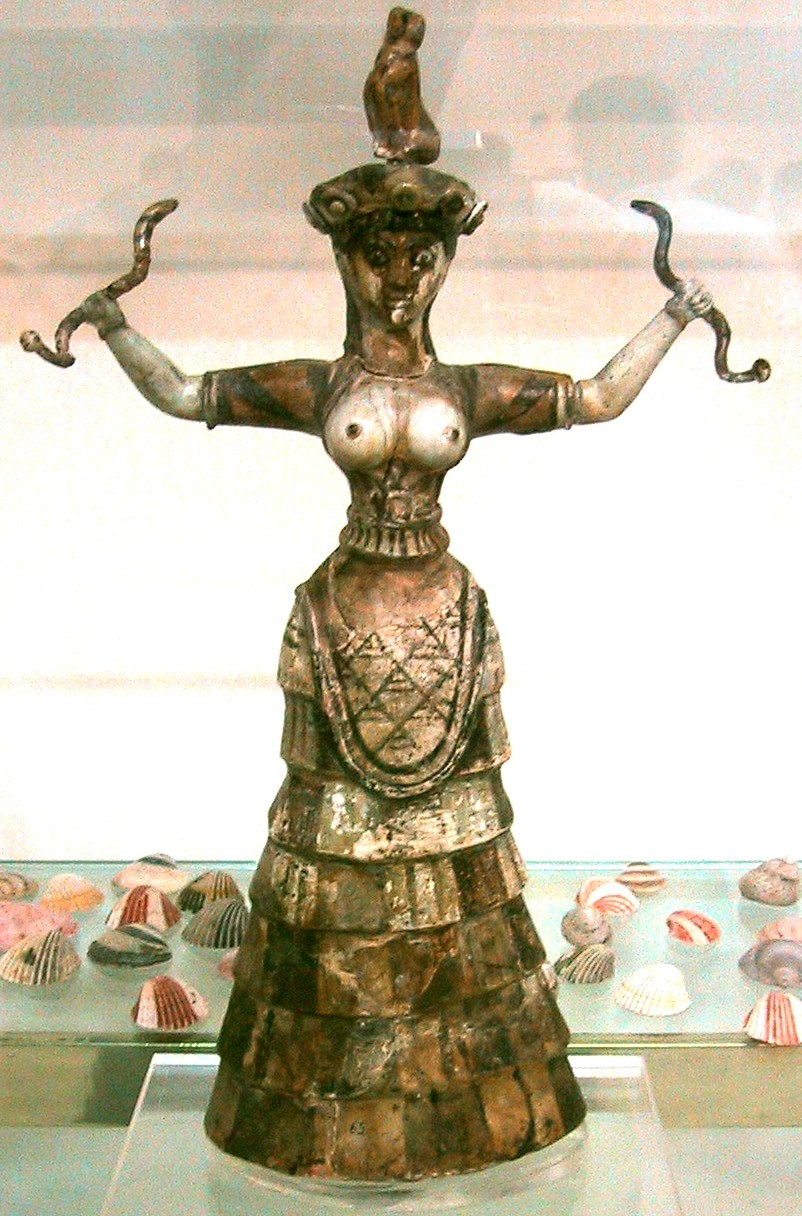
A knósszoszi kígyóistennő

## Kréta
A krétai civilizáció már i. e. 2500 táján magas szintre jutott, virágkora i. e. 2000 és i. e. 1450 közé esik. A szigeten fennmaradt fajansz szobrok és freskórészletek azt mutatják, hogy az ott élő emberek öltözködése merőben eltért a többi ókori népétől. Ez főleg a női viseletre igaz, ami hangsúlyozott nőiességével a matriarchális életforma emlékét idézi. A knósszoszi kígyóistennő egy derékon szorosan fűzött ruhát visel, ami a melleket teljesen szabadon hagyja, és erősen hangsúlyozza a csípőt. A ruhán geometrikus minták figyelhetők meg. A krétai öltözékek általában véve is derékra szabottak voltak a férfi és női ruhákat tekintve egyaránt.
A férfiak öltözéke egyszerűbb volt, a rövid nadrághoz hasonlító ágyékkötőjüket öv tartotta, a felsőtestük szabadon maradt. Hidegebb időben rövid bőrköpenyt is hordtak. Egyes freskókon térdig érő széles, zsákformájú nadrágokat is látni. Az öltözék leggazdagabban díszített része az öv volt. Ünnepi alkalmakkor színes, dekoratív köpenyt hordtak. A hajuk, akárcsak a nőké, hosszú, vállra omló. A fejükön kis, turbánszerű fejfedőt hordtak. A lábukon szandált viseltek, amit a bokán zsinórral erősítettek meg, vagy magas szárú cipőt viseltek. Sok ékszert: karkötőt, nyakperecet viseltek.
A női öltözködés jellemzője a lefelé harang alakúan vagy kúpszerűen bővülő szoknya, mintája keresztben csíkos, vagy fodros díszítésű. Sokszor viseltek hozzá kis kötényt. Állógalléros mellényük a felsőtestet szabadon hagyta. Ha sportoltak, akkor ágyékkötőt viseltek, amin néha színes szalagok lógtak.

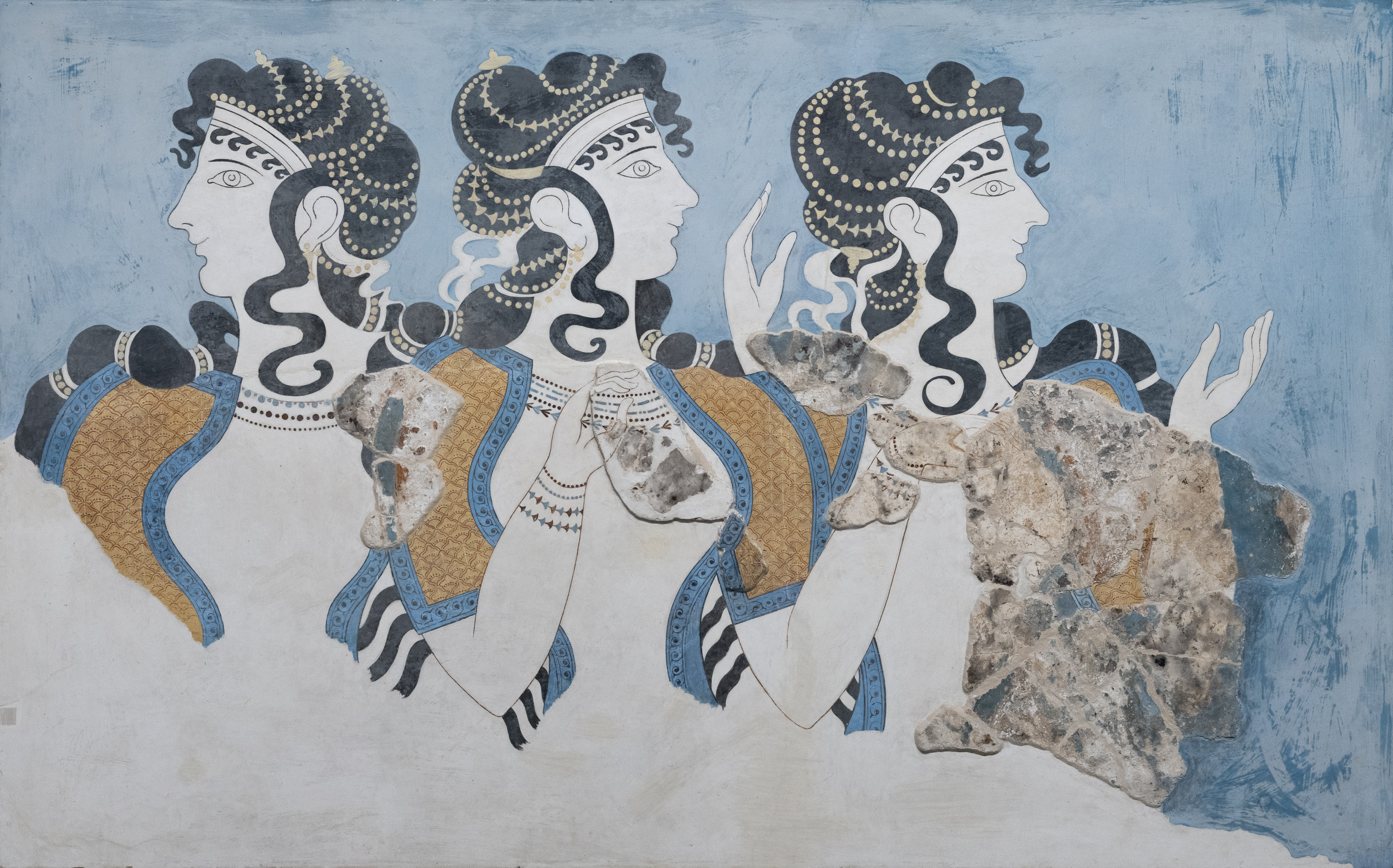
Három nő knósszoszi freskón
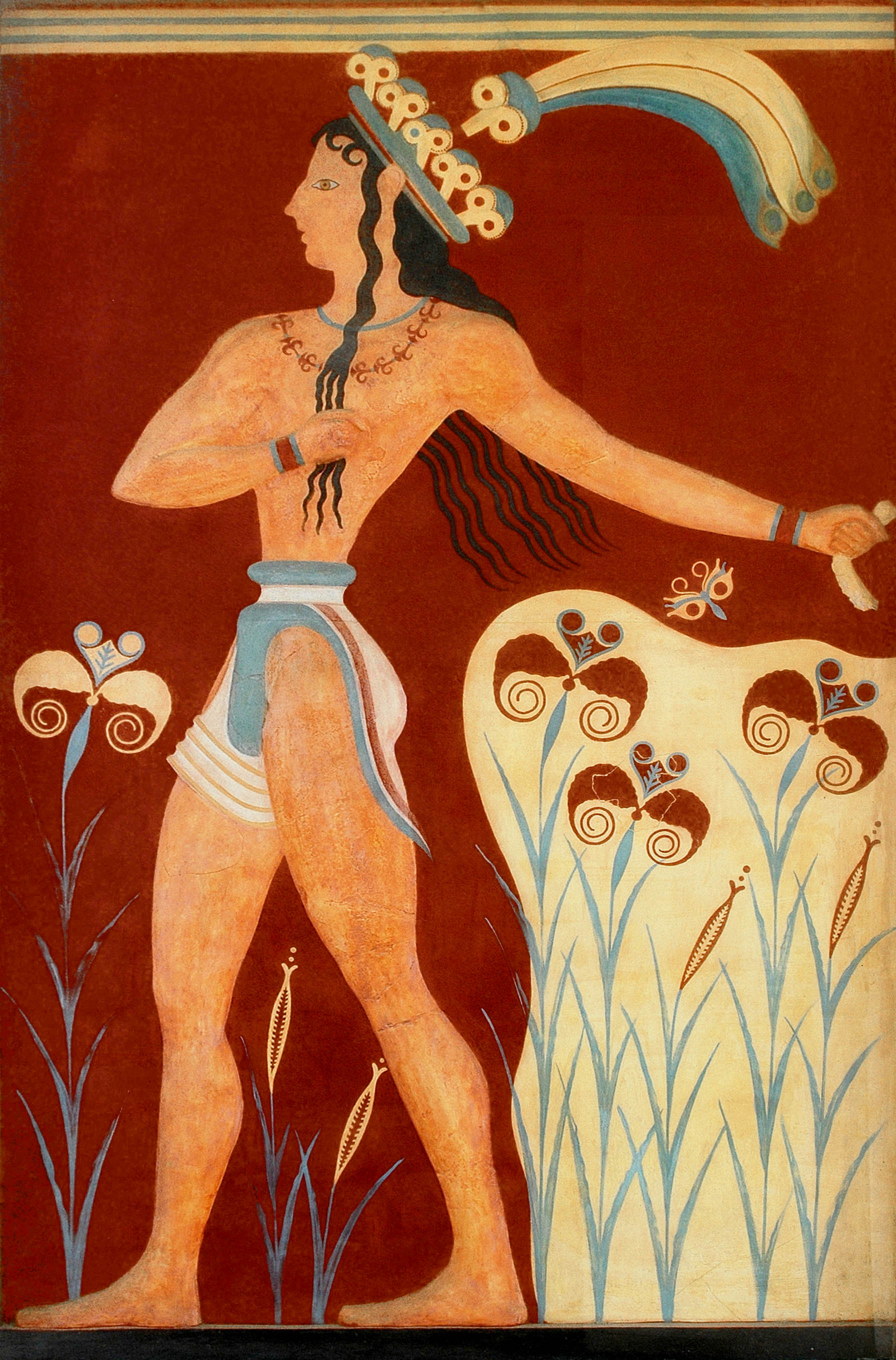
"Liliomos herceg", mások szerint koronás istennő
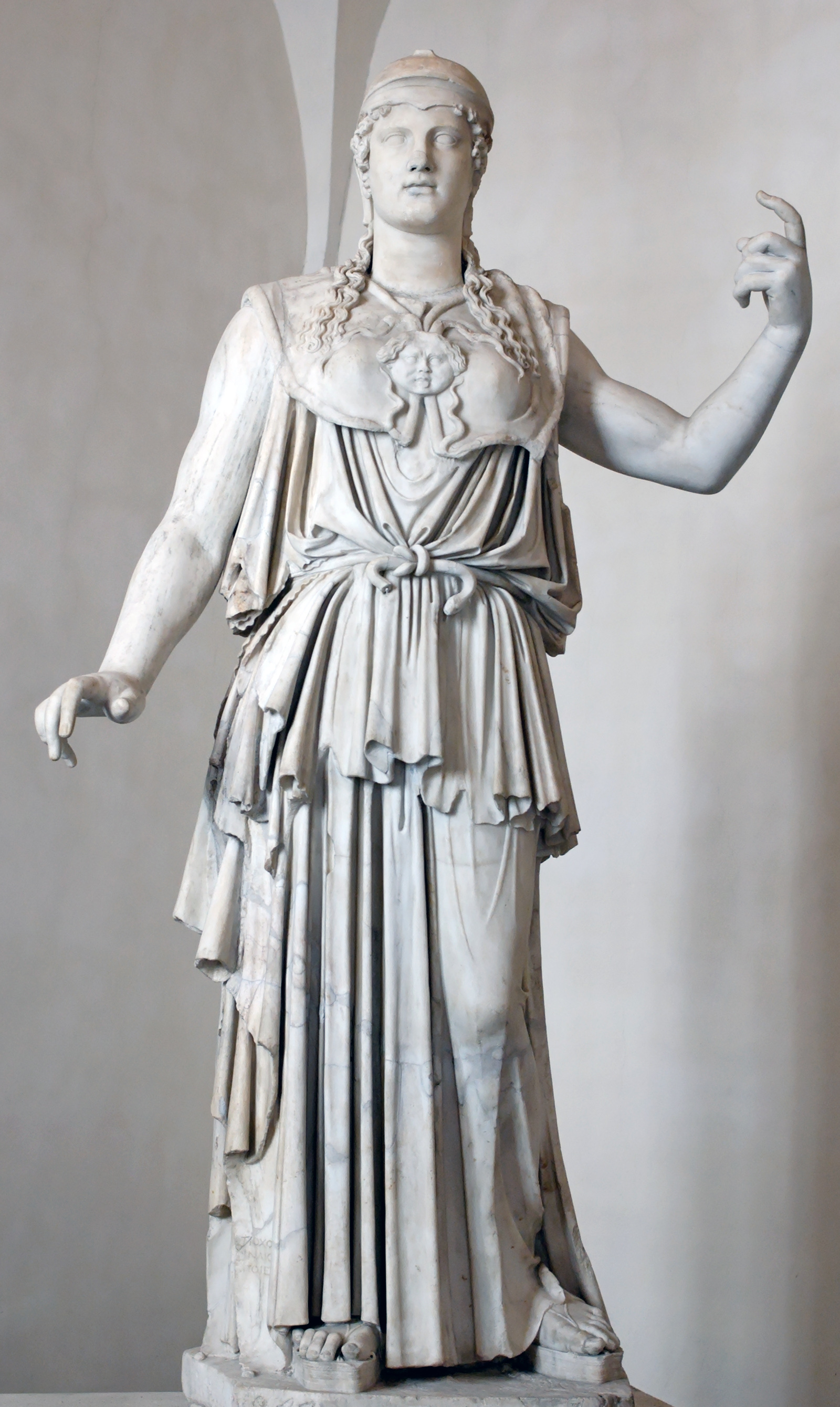
dupla öves khitón

## Görögország

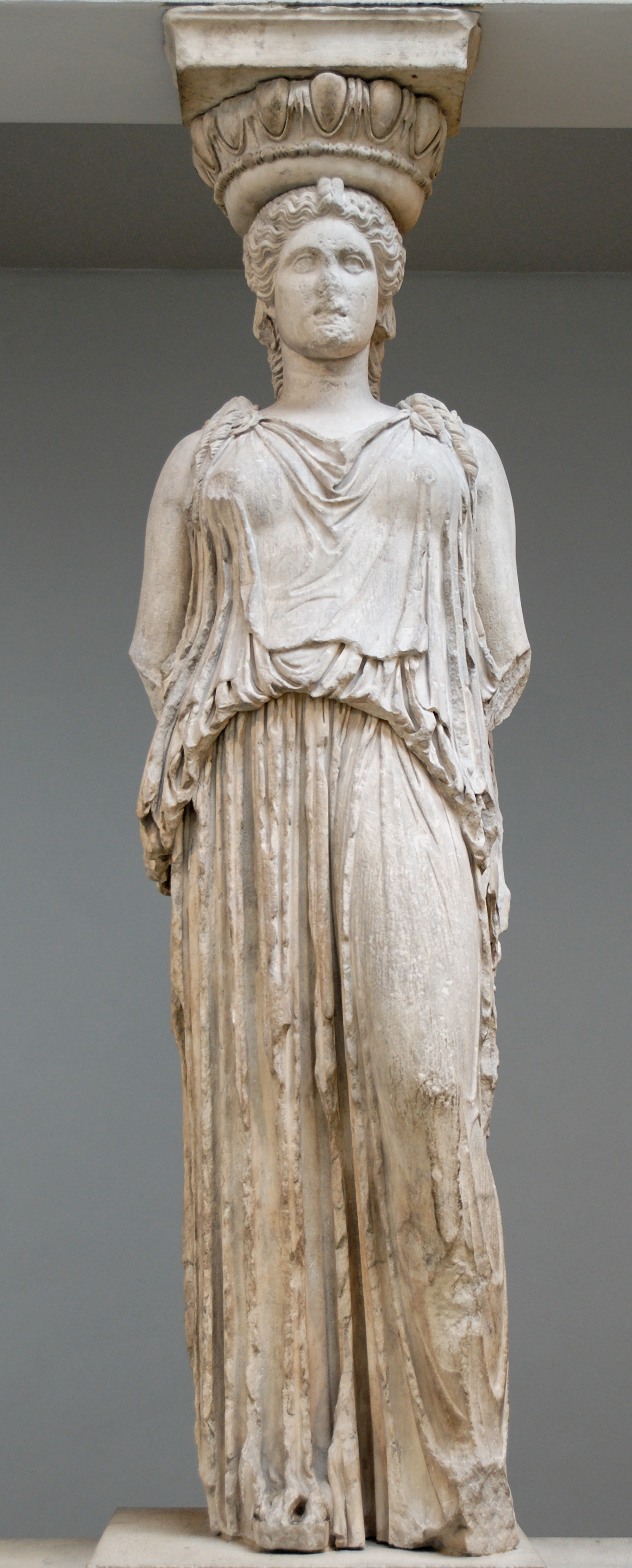
Khitónt viselő kariatida

A keleti stílusú öltözködést szinte átmenet nélkül váltotta fel az i. e. 5. században az egyszínű, mintázat nélküli ruházat. Ennek az volt az oka, hogy ebben az évszázadban a perzsa háborúk elvágták a keleti kereskedelmi útvonalakat, így a dúsan redőzött fehér ruha a görögség megkülönböztető jele lett, a korábbi keleties ruházatot pedig ezentúl barbárnak tartották.
A Kisázsiában élő iónok már azelőtt is fehér lenruhát viseltek, és a klasszikus kor jellegzetes viselete, a khitón is tőlük származott. A kellemes időjárás miatt ezek a vékony lenszövetből készült öltözékek terjedtek el. A görög viseletet azonban nem csak a jó éghajlat alakította, hanem az arányos, szép test, a mozgás és a redőzet adta lehetőségek harmóniáját is keresték általa.
A görög ruhákat nem szabták, azok csupán különböző méretű téglalapokból álltak, mivel a görög öltözködés lényege a redőzés művészi alkalmazása.
A khitón a görög öltözködés alapja volt. Ez a ruhadarab két derékmagasságig összevarrt téglalap volt, aminek a felső széleit összegombolták a vállakon, vagy összetűzték egy fibulával. A khitónra esetenként övet kötöttek, és a felesleges bőséget felhúzták a derék fölé. Ezáltal egy laza visszahajtás, a kolposz keletkezett (lásd a kariatida fényképén). Előfordult, hogy a kolposzt még egy övvel lazán megkötötték, de ismertek a khitón öv nélküli formái is, amikor ráadásként a ruha aljára súlyokat kötöttek, hogy a redőzés egyenletesebb legyen.
A diploidion a khitónnak egy olyan változata volt, aminél az anyagot a vállakon visszahajtották, és ezt a dupla részt tűzték meg fibulákkal.
A peplosz, melyet gyakran összetévesztenek a khitónnal, a dórok viselete volt. Nehezebb gyapjúszövetekből készült, varrás nélküli ruhadarab volt, ezért egyik oldala teljesen nyitott volt.
A hümation egy köpeny volt, téglalap alakú szövetből készült, mérete kb. másfélszer három méter volt. Ha hűvös volt az idő, akkor valóban köpenyként funkcionált, és ekkor vastagabb anyagból is hordták. Egyébként csak kiegészítője volt a görög ruházatnak, amit a khitón felett hordtak. A fiatalok és a filozófusok egyetlen darabként is hordták, körülcsavarták a testükön, majd a hosszabb részt átvetették a vállon és a lelógó anyagot a bal karon tartották. Nők ritkábban hordták a hümationt, és akkor is betakarták vele a fejüket.
A khlamüszt utazók és fiatal férfiak hordták, nők csak ritkán. Ezt a ruhadarabot a vállukra terítették és összekapcsolták az áll alatt, de előfordult, hogy a hónalj alatt vezették, és az egyik vállon rögzítették. Ritkán a khlamüsz volt az egyetlen ruhadarab, amit viseltek.